# غابة مستنقعات

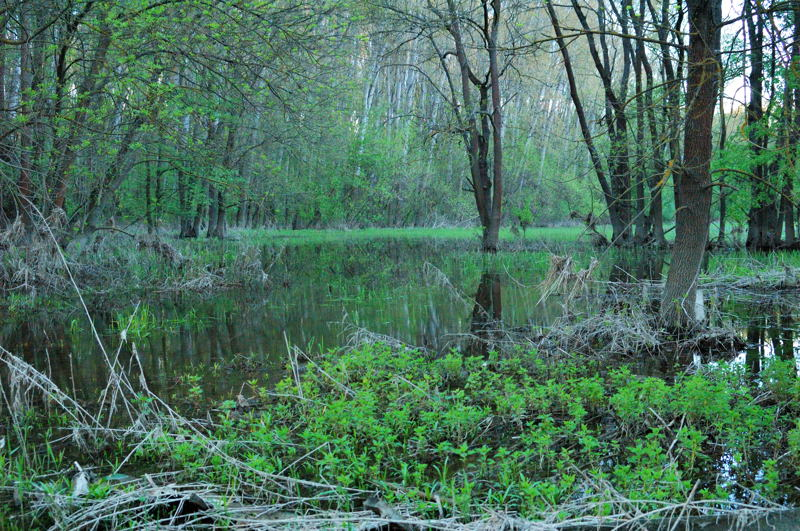
غابة مستنقعات

توزع غابات المستنقعات في العالم

غَابَةُ المُستَنْقَعات أو غماليل نوع من الغابات ينمو في مناطق المستنقعات. غابات مستنقعات المياه العذبة أو الغابات المغمورة بالمياه هي غابات مملوءة بالمياه العذبة بشكل دائم أو موسمي. وعادة ما تحدث على طول المجاري السفلية للأنهار وحول بحيرات المياه العذبة. توجد غابات مستنقعات المياه العذبة في مجموعة واسعة من المناخات، من الشمالية إلى المعتدلة ومن شبه الاستوائية إلى الاستوائية.

## مظهر الغابة
غابات المستنقعات ذات المياه العذب هي نوع من النظم البيئية للأراضي الرطبة تتميز بخصائصها المائية الفريدة ونباتاتها. توجد هذه الغابات عادة في المناطق المنخفضة، وضفاف الأنهار، والسهول الفيضية حيث يوجد إمداد ثابت من المياه العذبة. تُسمى الغابات التي تغمرها المياه العذبة الغنية بالمعادن بشكل متكرر بغابات مستنقعات المياه العذبة. نظرًا لأن غابات المستنقعات الاستوائية ذات المياه العذبة تشكل مجموعة فرعية من الغابات المطيرة الاستوائية، فإنها تشترك في عدد من الخصائص البيئية مع الغابات المطيرة الاستوائية.

### علم المياه
في النظم البيئية المائية، تتأثر العمليات والوظائف الجيومورفولوجية والبيولوجية والجيومورفولوجية الحيوية بشكل كبير بتدفق المياه. يؤثر التدفق بشكل كبير على شكل الأرض، مما يؤثر على البنية المكانية والزمانية للمجتمع القاعي. تغمر المياه العذبة المستنقعات بشكل دائم أو موسمي، مع مستويات مياه تتقلب على مدار العام و غالبًا ما ترتبط بالأنهار البطيئة الحركة أو المتعرجة، والبحيرات المقوسة، وغيرها من المسطحات المائية. تأثرت تجمعات اللافقاريات الكبيرة بشكل كبير بالترابط الهيدرولوجي، حيث تُظهر المسطحات المائية شديدة الترابط تنوعًا أكبر من اللافقاريات الكبيرة مقارنةً بالمسطحات المائية المنعزلة، والتي تميل إلى أن تكون تجمعات أقل تنوعًا ويغلب عليها عدد قليل من الأنواع. وقد لوحظت تأثيرات مماثلة في النظم البيئية الاستوائية، حيث أدت الفيضانات خلال موسم الأمطار أو الرياح الموسمية إلى زيادة في أعداد الأنواع المهاجرة وتغيرات في تجمعات المجتمعات. تحتوي غابات مستنقعات المياه العذبة على تربة ناعمة وغير مستقرة وخالية من الأكسجين بسبب حالتها المشبعة بالمياه، والتي ربما أثرت على تطور تكيفات الجذور الفريدة في هذه الأشجار والتي تشبه تلك التي شوهدت في غابة مانجروف حقيقية. وعلى نطاق أصغر، يمكن للتعديلات في نظام التدفق التي تؤدي إلى تغييرات في البيئة الطبيعية أن تعزز تنوع الموائل، وبالتالي، تعزز تنوع الأنواع. بالإضافة إلى ذلك، قد توفر البيئة شديدة التنوع ملاذًا للأنواع خلال أوقات الإجهاد مثل الفيضانات أو الجفاف. تحتوي غابات مستنقعات المياه العذبة على تربة ناعمة وغير مستقرة وخالية من الأكسجين بسبب حالتها المشبعة بالمياه، والتي ربما أثرت على تطور تكيفات الجذور الفريدة في هذه الأشجار والتي تشبه تلك التي شوهدت في غابة مانجروف حقيقية.

## النباتات
تتكيف النباتات في غابات المستنقعات ذات المياه العذبة مع البقاء في ظروف إشباع بالماء (زراعة). وتشمل أنواع الأشجار الشائعة أنواعًا مختلفة من أشجار أيكة ساحلية والنخيل و خشب صلب مثل الماهوجني والأبنوس. وتميل مظلة الأشجار إلى أن تكون كثيفة ويمكن أن توفر بيئة مظللة تحتها.

### التنوع البيولوجي
تتميز غابات مستنقعات المياه العذبة بثراء تنوعها البيولوجي، وتوفر موطنًا لمجموعة واسعة من أنواع النباتات والحيوانات. وهي تدعم العديد من الأنواع المائية، والبرمائيات، والزواحف، والثدييات. كما تكثر الطيور في هذه النظم البيئية. ويمكن أن تجعل ظروف الفيضانات هذه المناطق ذات أهمية خاصة لتكاثر الأسماك ووضع البيض. استُخدمت حرائق متفاوتة الشدة في جنوب سومطرة لحرق غابات المستنقعات لإفساح المجال للزراعة. هناك، تحولت بيئة غنية ومعقدة إلى موطن يتكون من مجموعات متجانسة من غابات شجر بلقاء (نبات) المقاومة للحريق نتيجة حرائق واسعة النطاق ومتكررة. علاوة على ذلك، أدت الإدارة غير السليمة لهذه النظم البيئية من خلال قطع الأشجار على نطاق واسع والتحويل الزراعي إلى تدهور خطير وفقدان للتنوع البيئي والبيولوجي.

### تكيفات مع تغير المناخ
تتمتع العديد من نباتات غابات مستنقعات المياه العذبة بتكيفات خاصة للتكيف مع التربة المشبعة بالمياه، مثل الجذور الهوائية في أشجار المانغروف لتبادل الأكسجين. وقد تكيفت بعض الحيوانات مع العيش في هذه البيئات الرطبة، مثل البرمائيات مع غشاء شبه منفذ الذي يمكنه امتصاص الأكسجين من الماء.